# Väversundamästaren
Väversundamästaren var en romansk målare verksam i slutet av 1200-talet.
Väversundamästaren har karakteriserats som en bondemålare såväl i komposition som detaljutförandet och hans målningar har en omisskännelig bondsk tyngd. Hans styrka låg i det ornamentala medan figurframställningen får betraktas som valhänt. Man har utfört stilistiska jämförelser med olika glasmålningar på Gotland och med en ärkeängel i Lau kyrka samt en S:t Olof från Hörsne kyrka och med ängeln i bronsstaken i Lunds domkyrka samt vissa målningar i Torpe kyrka i Norge. Han var verksam i Väversunda kyrka i Östergötland i slutet av 1200-talet där delar av hans dekorationsmålningar har bevarats, i absiden Rex gloriae med evangelistsymboler och fyra apostlar. Målningen är hårt restaurerad. I korets östra innermur målade han lammet med korsfanan samt ett antal änglar men dessa målningar är numera övertäckta. 